# Lampides lividus
Lampides lividus är en fjärilsart som beskrevs av Druce 1895. Lampides lividus ingår i släktet Lampides och familjen juvelvingar. Inga underarter finns listade i Catalogue of Life.